# Splash and Bubbles
Splash and Bubbles er en amerikansk tv-serie produceret for tv-kanalen PBS Kids og TVOKids af John Tartaglia.